# Europejska Sieć Regionalnego Dziedzictwa Kulinarnego

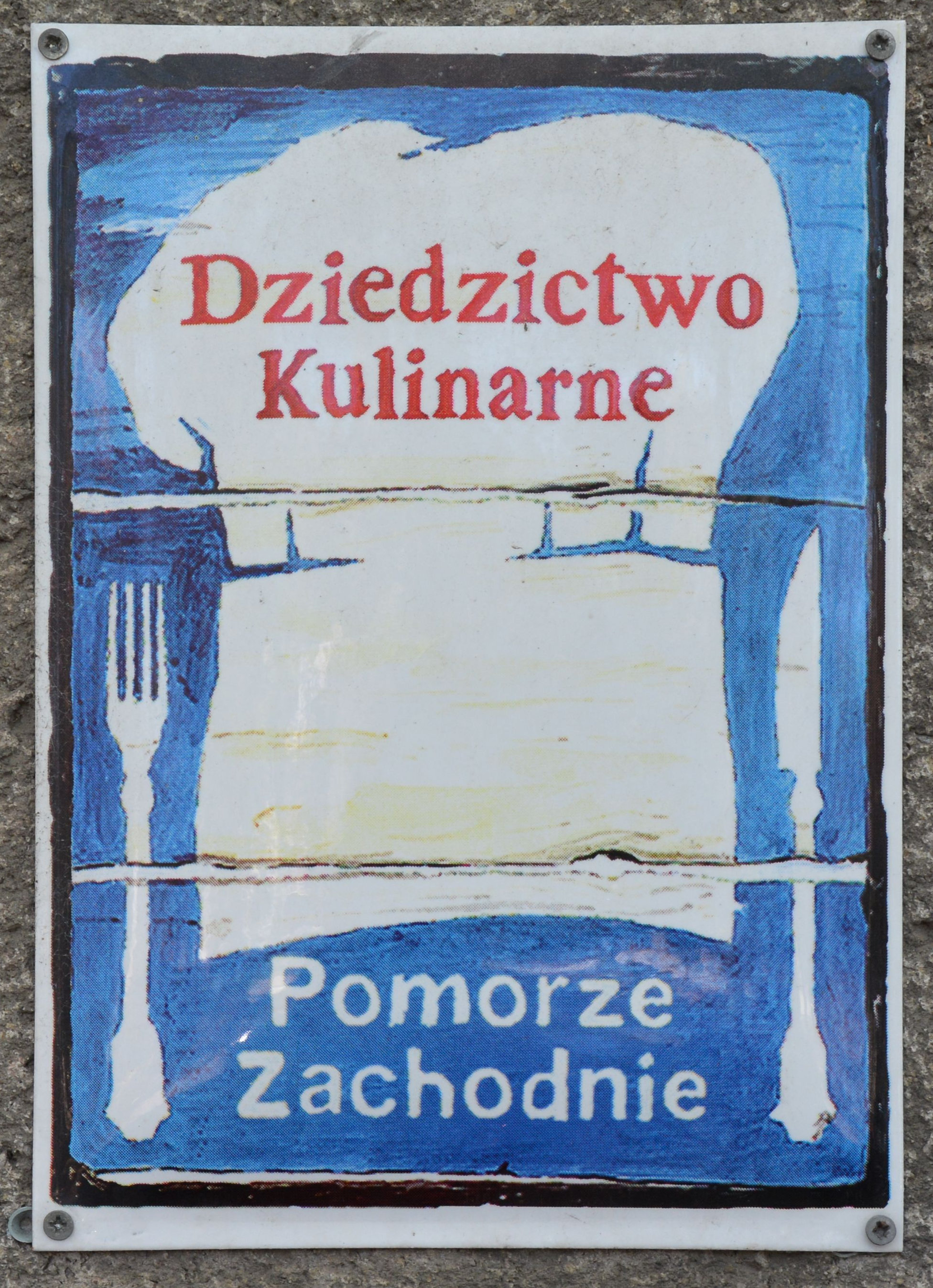
Tabliczka na elewacji jednego z lokali gastronomicznych w Szczecinie

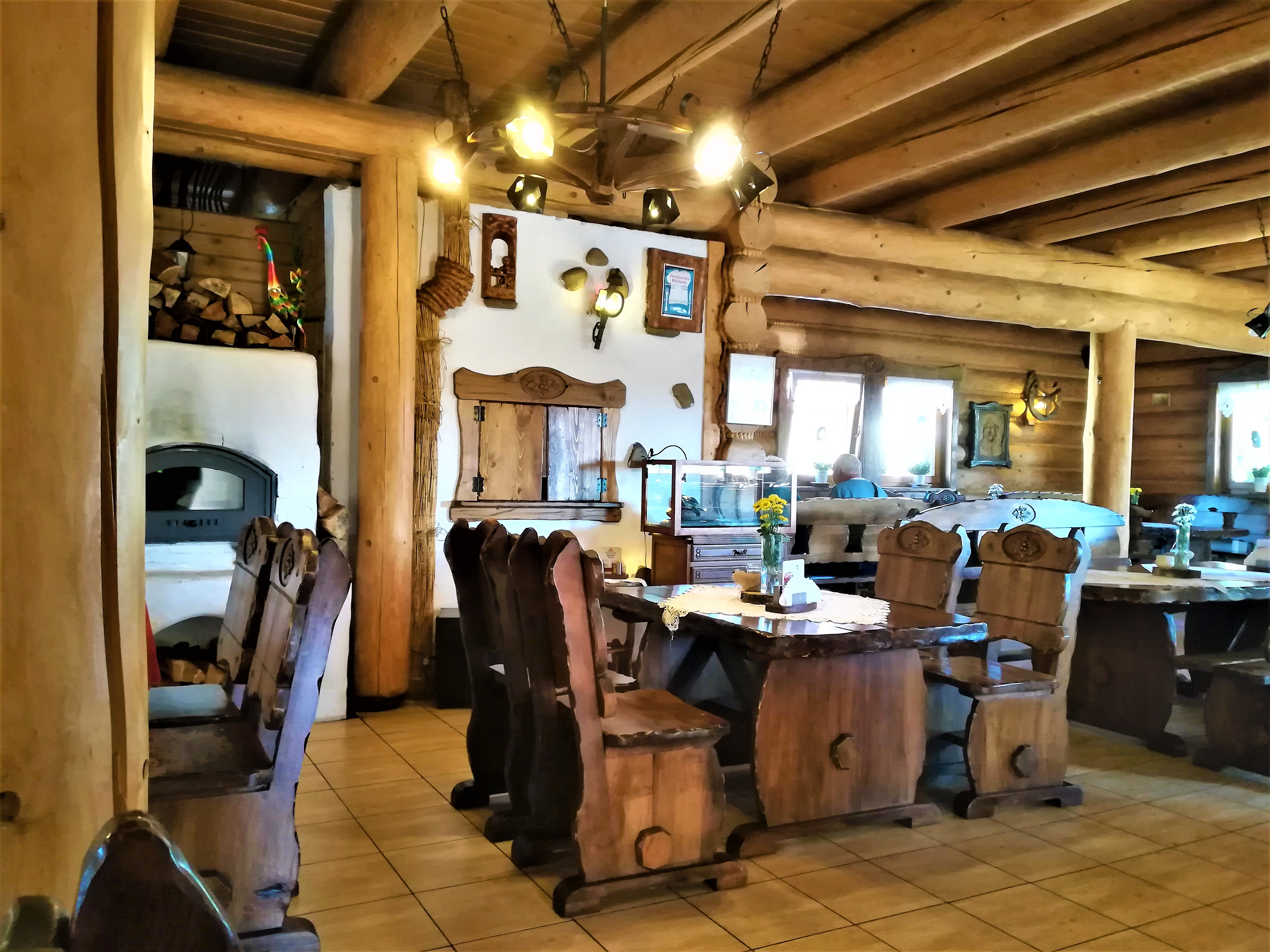
Karczma w Mirowszczyźnie (województwo opolskie) zrzeszona w sieci

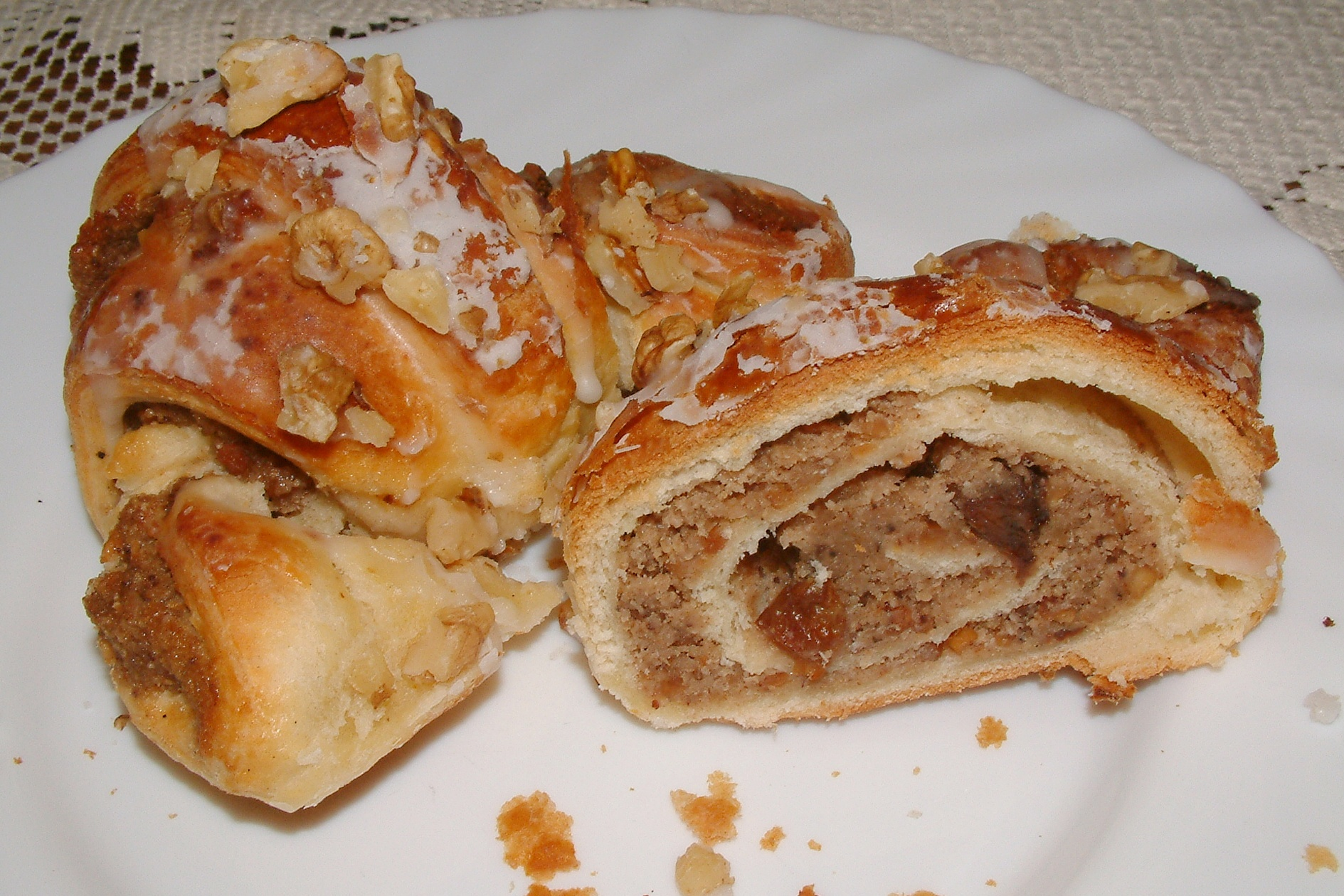
Rogal świętomarciński – tradycyjne danie kuchni poznańskiej

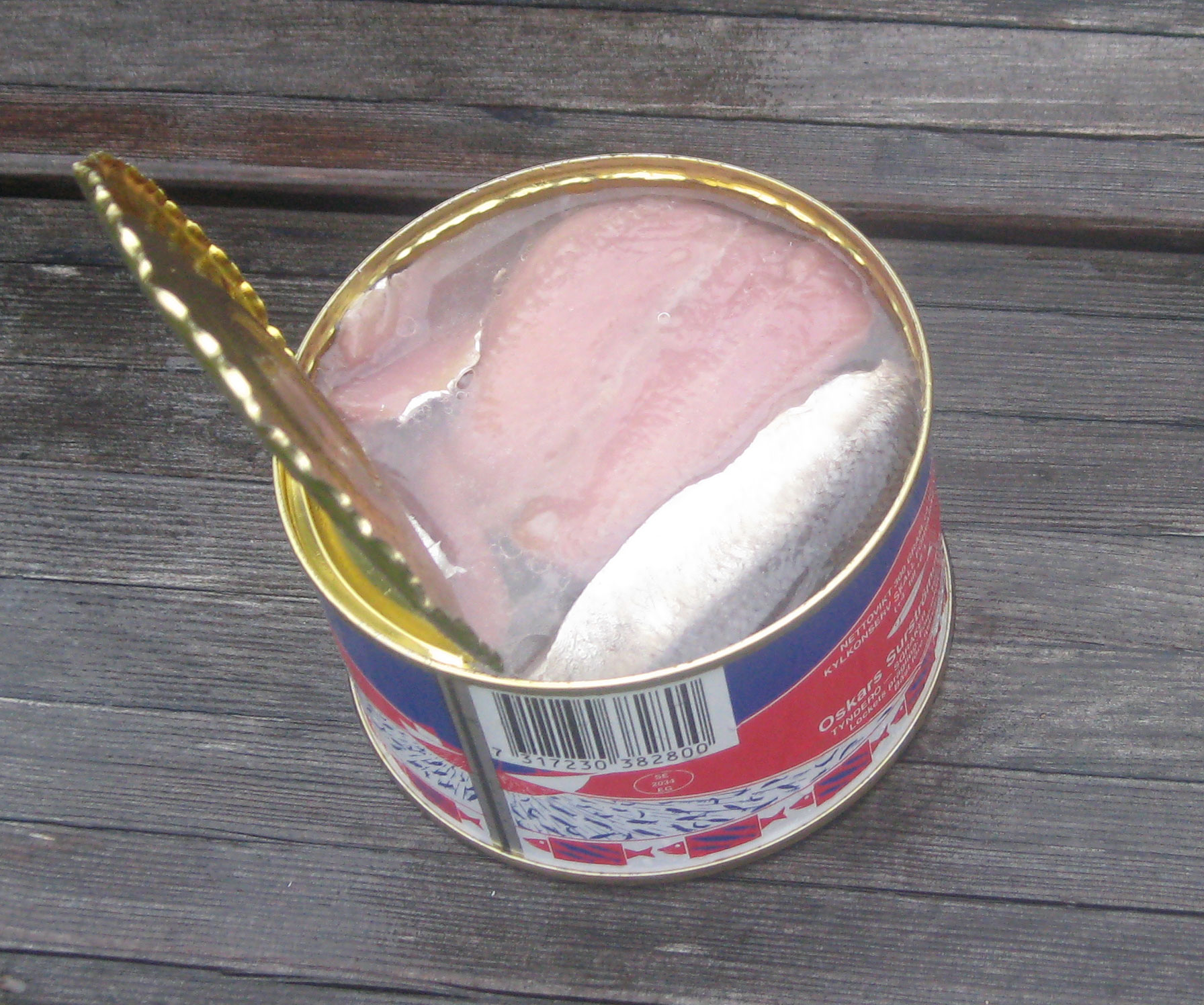
Surströmming (kiszony śledź) – tradycyjne danie szwedzkie

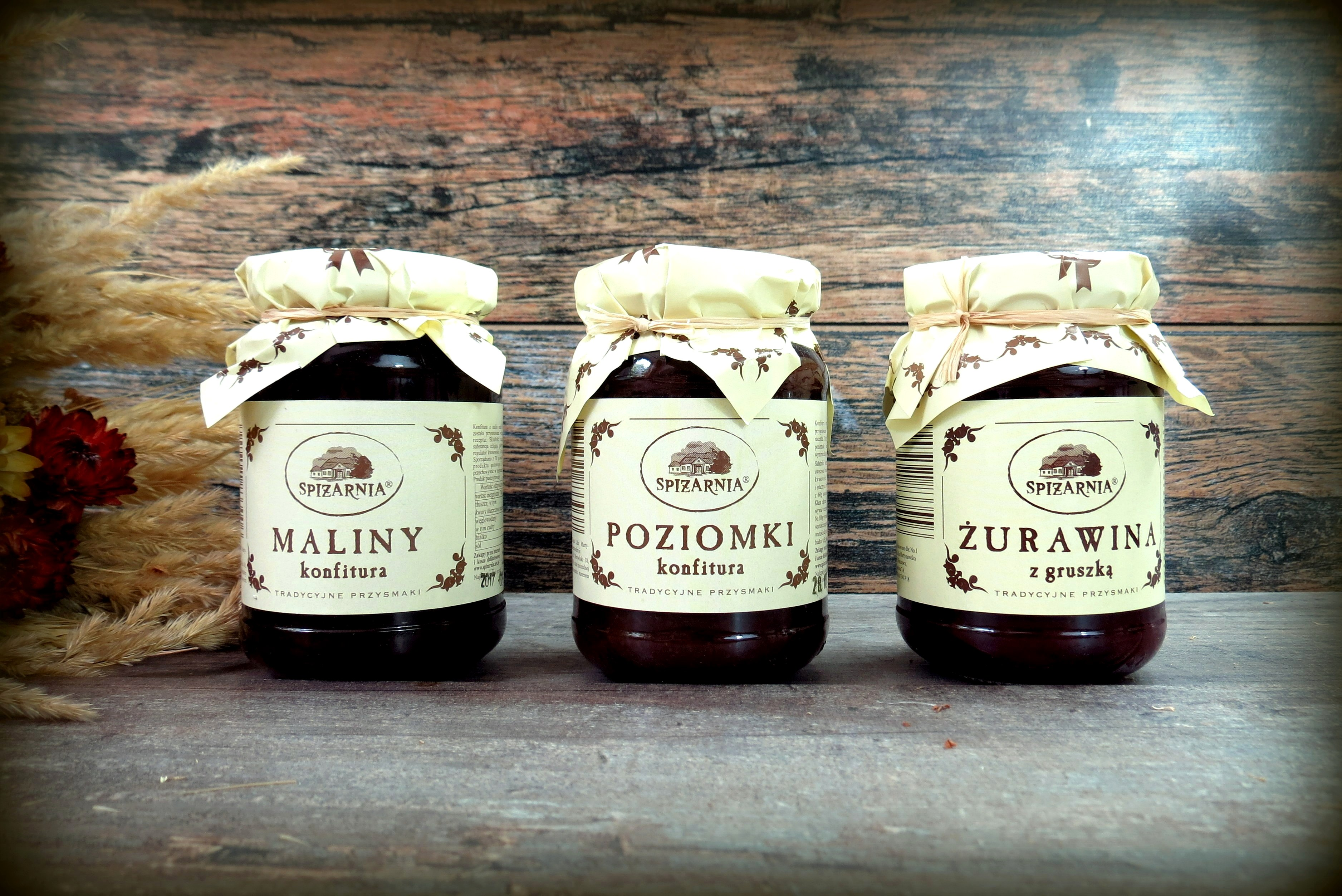
Konfitury z malin i poziomek oraz żurawina staropolska z gruszką

Europejska Sieć Regionalnego Dziedzictwa Kulinarnego – zrzeszenie producentów, przetwórców i restauratorów z poszczególnych regionów członkowskich Europy, mające za cel zachowanie i rozwój regionalnych tradycji kulinarnych charakterystycznych dla danych regionów.

## Cele
Celem Regionalnego Dziedzictwa Kulinarnego jest zaoferowanie turystom i konsumentom regionalnej żywności. Wybrane restauracje i przedsiębiorstwa zajmujące się przetwórstwem spożywczym i gospodarstwa podkreślające ich regionalne powiązania mogą zostać członkami zrzeszenia. Przede wszystkim dotyczy to następujących kategorii:

### Restauratorzy
W wybranych restauracjach klienci powinni zawsze znaleźć potrawy wyraźnie powiązane z regionem. Dlatego konieczne jest, by generalnie surowce pochodziły z lokalnej produkcji. Sama potrawa może stanowić część kulturalnego dziedzictwa regionu lub wzmacniać wizerunek regionalnej żywności.

### Przetwórcy żywności
Poprzez przyłączenie się do sieci Kulinarnego Dziedzictwa i używanie wspólnego logo, producenci posiadający wyraźne powiązanie z regionem ułatwią konsumentom i turystom znalezienie regionalnej żywności w sklepach.

### Rolnicy
Rolnicy sprzedający własne produkty do restauracji, przetwórców żywności lub bezpośrednio konsumentom mogą także być członkami Kulinarnego Dziedzictwa, tworząc w ten sposób regionalną sieć producentów, sklepów i restauracji opartych na regionalnej żywności.
Wszystkie przedsiębiorstwa uczestniczące w sieci Regionalnego Dziedzictwa Kulinarnego powinny aktywnie promować i rozwijać regionalną żywność i działać jako ambasadorowie na rzecz regionu i Kulinarnego Dziedzictwa w Europie.
Ogólnie cele mogą być streszczone następująco:
- rozwijanie idei Regionalnego Dziedzictwa Kulinarnego w europejskich regionach członkowskich,
- rozwijanie wspólnego wizerunku podkreślającego lokalne Dziedzictwo Kulinarne i lokalne przedsiębiorstwa,
- spełnianie życzeń konsumentów poprzez żywność posiadającą regionalną tożsamość,
- zwiększenie współpracy pomiędzy lokalnymi producentami żywności, hotelami, restauracjami i regionami,
- dalsza wymiana wiedzy pomiędzy regionami członkowskimi,
- promowanie rozwoju już istniejących i nowych producentów żywności wykorzystujących lokalne zasoby surowcowe.

## Zasady i kryteria działania
Pojęcie Kulinarnego Dziedzictwa sprowadza się do wspólnego logo, ustalonych kryteriów uczestnictwa dla przedsiębiorstw, wspólnego marketingu i działań na szczeblu regionalnym i europejskim. Przedsiębiorstwa muszą ubiegać się o członkostwo i po uzyskaniu zatwierdzenia są uprawnieni do użytkowania logo. Produkty powinny być żywnością lokalnego pochodzenia i główna wartość wytwarzania powinna pochodzić z regionu. Produkty powinny się także przyczyniać do kreowania pozytywnego wizerunku regionu. Pomysł ma na celu promocję regionalnych cech żywności i poprawę jej jakości. Sieć nie jest tylko projektem dotyczącym żywności, ale obejmuje również aspekty turystyki, rolnictwa, rybołówstwa i kultury poszczególnych regionów. Aby przyciągnąć uwagę na rynku europejskim oraz turystów podróżujących w Europie, konieczne jest posiadanie wspólnego logo, które wymaga stosowania jednakowych standardów. Hasło z logo jest łatwo dostosowywane dla każdego języka i regionu. Jest ono przyznawane regionom i przedsiębiorstwom, które spełniają ustalone standardy.

## Organizacja
Sieć Regionalnego Dziedzictwa Kulinarnego powstała po to, by ułatwić konsumentom i turystom odnalezienie i spróbowanie lokalnej i regionalnej żywności w Europie. Sieć funkcjonuje na trzech podstawowych poziomach:

### Pojedyncze przedsiębiorstwa
Przedsiębiorstwa w regionach członkowskich mogą ubiegać się o członkostwo w sieci Regionalnego Dziedzictwa Kulinarnego. Przyjęte przedsiębiorstwa stają się członkami regionalnej i europejskiej sieci, aby rozwijać i promować regionalną żywność. Otrzymują one także licencję na użytkowanie logo, a informacje o nich zostaną opublikowane na oficjalnej stronie internetowej Kulinarnego Dziedzictwa.

### Regiony
Regiony europejskie mogą ubiegać się o członkostwo w sieci Regionalnego Dziedzictwa Kulinarnego. Po uzyskaniu członkostwa regiony otrzymują licencję na użytkowanie logo oraz są odpowiedzialni za zatwierdzanie przedsiębiorstw w obrębie regionu i za prowadzenie regionalnych działań. Zaprasza się nowe regiony do ubiegania się o status członka sieci. Po zdobyciu pełnej wiedzy na temat idei Kulinarnego Dziedzictwa, region uzyskuje pełne członkostwo w europejskiej sieci.

### Koordynator europejski
Europejski koordynator odpowiada za wspólne logo i kryteria, udziela licencji regionom, prowadzi oficjalna stronę internetową Dziedzictwa Kulinarnego i koordynuje wspólne działania na skale europejską Regionalnego Dziedzictwa Kulinarnego.

## Historia
Pomysł powołania Europejskiej Sieci Regionalnego Dziedzictwa Kulturowego rozwinął się i został wcielony w życie w południowo-wschodniej Skanii w Szwecji i na duńskiej wyspie Bornholm w 1995. W obu regionach władze regionalne i lokalne przedsiębiorstwa odczuwały potrzebę wspólnej promocji i rozwoju regionalnej tożsamości kulinarnej w zjednoczonej Europie. Stopniowo kolejne regiony przystępowały do sieci. W 1997 Komisja Europejska, poprosiła południowo-wschodnią Skanię o przeprowadzenie pilotażowej akcji mającej na celu rozpowszechnienia idei w regionach europejskich.

## Regiony członkowskie
- Bornholm, Dania
- Zelandia, Dania
- Łaba – Wezera – Morze Północne, Niemcy
- Lüneburg, Niemcy
- Rugia, Niemcy
- Łatgalia, Łotwa
- Auksztota, Litwa
- Østfold, Norwegia
- województwo kujawsko-pomorskie, Polska
- Mazowsze, Polska
- Województwo dolnośląskie, Polska
- Województwo opolskie, Polska
- Województwo pomorskie, Polska
- Warmia – Mazury – Powiśle, Polska
- Pomorze Zachodnie, Polska
- Wielkopolska, Polska
- Mazowsze, Polska
- Galicia, Hiszpania
- Blekinge, Szwecja
- Gotlandia, Szwecja
- Halland, Szwecja
- Skania, Szwecja
- Smalandia, Szwecja
- Västernorrland, Szwecja
- Olandia, Szwecja
- Östergötland, Szwecja
- Równe, Ukraina
- Województwo świętokrzyskie, Polska – region-kandydat (2009).